# 鵠沼海岸站

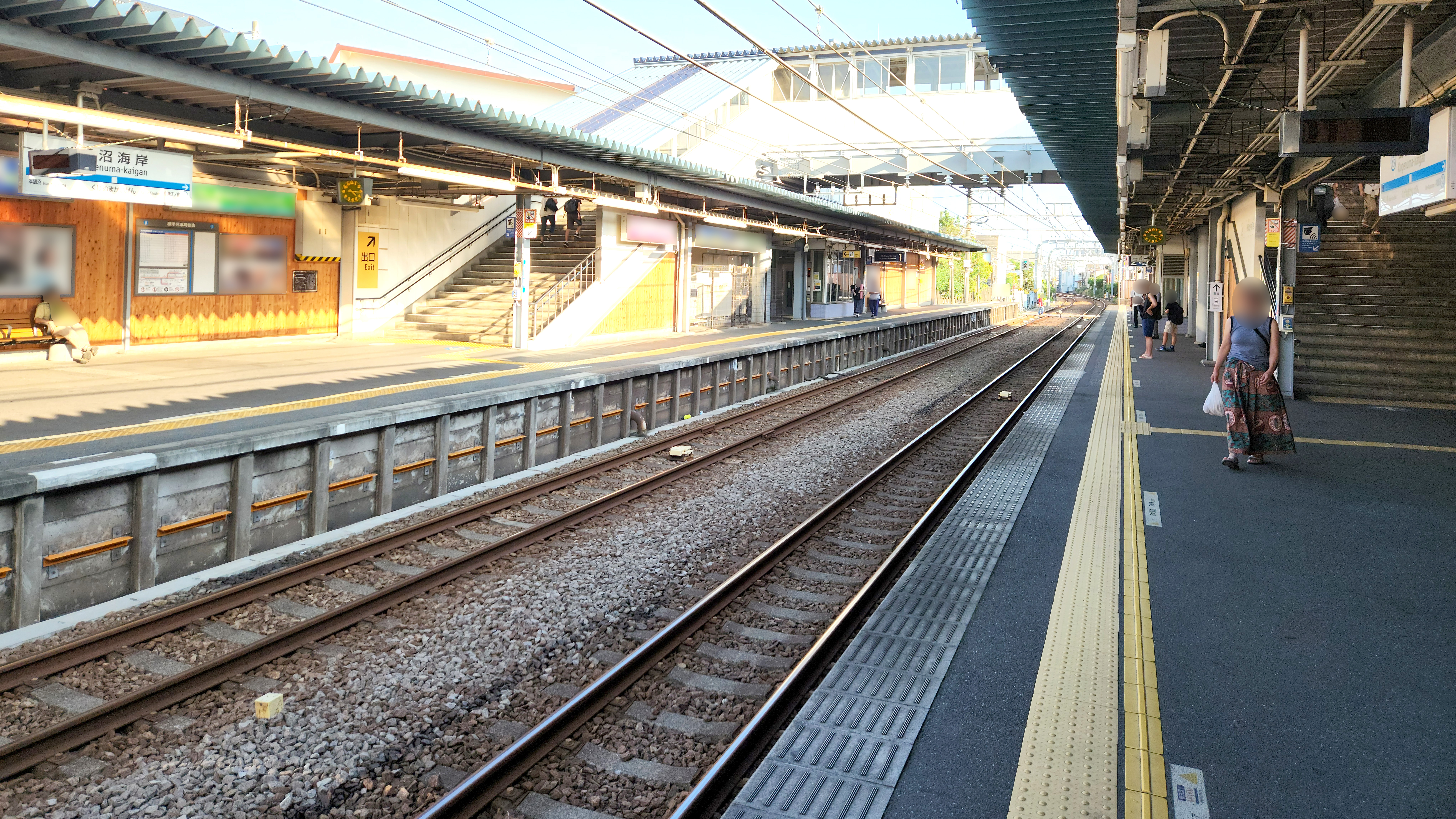
月台（2024年9月）

鵠沼海岸站（日语：／ Kugenuma-kaigan eki */?）是位於神奈川縣藤澤市鵠沼海岸，屬於小田急電鐵江之島線的鐵路車站。車站編號是OE 15。本站因與相鄰的本鵠沼站相比較靠近海岸因而得名。

## 概要
夏季有許多前往海灘的觀光客利用本站，特別是每年7月1日至8月31日的片瀨江之島站因海之家營業期間禁止衝浪，因此可見許多衝浪客。站內也可見攜帶衝浪板乘車的注意告示。

## 歷史
- 1929年（昭和4年）4月1日 - 開業。為「直通」班次停靠站。
- 1945年（昭和20年）6月 - 廢止「直通」班次，各站停車延伸至全線，本站為其停靠站。
- 1946年（昭和21年）10月1日 - 新增準急班次，本站為其停靠站。
- 1955年（昭和30年）3月25日 - 新增通勤急行班次，本站為其停靠站。
- 1957年（昭和32年） - 夏季運行快速急行（與現行快速急行不同，是輸送海灘遊客的臨時列車），本站為停靠站。
- 1964年（昭和39年）11月5日 - 為急行班次停靠站。
- 1998年（平成10年）8月22日 - 部分（10輛編組）急行班次不停靠本站。
- 2004年（平成16年）12月11日 - 部分（6輛編組）急行列車停靠本站。
- 2018年（平成30年）3月17日 - 急行班次取消停靠本站。

## 車站構造
本站是側式月台2面2線的地面車站。站房和驗票閘口位於上行月台側，月台有效長度僅對應6輛編組，自東側起為1號月台。本站的站員僅在7:15至末班車之間執勤，其他時段須透過呼叫鈴與站員聯繫。2004年，站內加設電梯與斜坡等無障礙設施。2012年度則新設列車資訊顯示器。
| 月台 | 路線     | 方向 | 目的地                             |
| ---- | -------- | ---- | ---------------------------------- |
| 1    | 江之島線 | 下行 | 片瀨江之島方向                     |
| 2    | 江之島線 | 上行 | 藤澤、相模大野、新宿、千代田線方向 |

## 利用狀況
2016年度1日平均上下車人次為20,001人，小田急線全部70個車站當中排名第55位。
近年上下車人次、上車人次變化如下表。
| 年度               | 1日平均 上下車人次 | 1日平均 上車人次 | 來源     |
| ------------------ | ------------------ | ---------------- | -------- |
| 1995年（平成07年） |                    | 10,202           | [ * 1 ]  |
| 1998年（平成10年） |                    | 9,989            | [ * 2 ]  |
| 1999年（平成11年） |                    | 9,686            | [ * 3 ]  |
| 2000年（平成12年） |                    | 9,498            | [ * 3 ]  |
| 2001年（平成13年） |                    | 9,486            | [ * 4 ]  |
| 2002年（平成14年） | 18,199             | 9,220            | [ * 5 ]  |
| 2003年（平成15年） | 18,292             | 9,320            | [ * 6 ]  |
| 2004年（平成16年） | 18,886             | 9,419            | [ * 7 ]  |
| 2005年（平成17年） | 19,184             | 9,550            | [ * 8 ]  |
| 2006年（平成18年） | 19,586             | 9,745            | [ * 9 ]  |
| 2007年（平成19年） | 19,843             | 9,873            | [ * 10 ] |
| 2008年（平成20年） | 19,950             | 9,940            | [ * 11 ] |
| 2009年（平成21年） | 19,873             | 9,916            | [ * 12 ] |
| 2010年（平成22年） | 19,765             | 9,859            | [ * 13 ] |
| 2011年（平成23年） | 19,110             | 9,536            | [ * 14 ] |
| 2012年（平成24年） | 19,177             | 9,576            | [ * 15 ] |
| 2013年（平成25年） | 19,650             | 9,826            | [ * 16 ] |
| 2014年（平成26年） | 19,303             | 9,656            | [ * 17 ] |
| 2015年（平成27年） | 19,696             |                  |          |
| 2016年（平成28年） | 20,001             |                  |          |

## 車站周邊
周邊是寧靜的住宅區。雖鄰近湘南海岸，但無法從車站直接看到海岸。本站是江之島線車站中少數沒有站前廣場的車站。
- 鵠沼海岸（日语：鵠沼海岸）
- 縣立湘南海岸公園（日语：湘南海岸公園 (藤沢市)）
- 藤澤市鵠沼公民館、鵠沼市民中心
- 鵠沼海岸郵便局
- 鵠沼運動公園（日语：鵠沼運動公園）（八部公園）
- 鵠沼海濱公園（日语：鵠沼海浜公園） - 有滑板公園。
- 湘南學園中學校、高等學校（日语：湘南学園中学校・高等学校）
- 藤澤市立鵠南小學校

## 巴士路線
- 高根（步行5分）
  - 江之電巴士（日语：江ノ電バス）
    - 往藤澤站南口

## 相鄰車站
小田急電鐵
 江之島線

■快速急行（週六日）、■急行
通過
■各站停車
本鵠沼（OE 14）－鵠沼海岸（OE 15）－片瀨江之島（OE 16）

## 外部連結
- 鵠沼海岸 - 小田急電鐵